# Carboneras, Durango
Carboneras är en ort i Mexiko.   Den ligger i kommunen Pueblo Nuevo och delstaten Durango, i den centrala delen av landet, 700 km nordväst om huvudstaden Mexico City. Carboneras ligger 2 417 meter över havet och antalet invånare är 221.
Terrängen runt Carboneras är huvudsakligen kuperad, men österut är den bergig. Terrängen runt Carboneras sluttar norrut. Runt Carboneras är det mycket glesbefolkat, med 6 invånare per kvadratkilometer. Närmaste större samhälle är Llano Grande de Milpillas Chico, 19,4 km nordväst om Carboneras. I omgivningarna runt Carboneras växer i huvudsak blandskog.